# Roberto Brito
Roberto Carlos Brito Rojas (n. Puerto Ordaz, Venezuela, 1 de febrero de 1993) es un futbolista venezolano que se desempeña como defensa central y actualmente milita en el Tsunami Azul de la Linafa, tercera división de Costa Rica .
Se inició en el Colegio San Ignacio de Loyola en Puerto Ordaz desde los 4 años, desde 2008 forma parte de la cantera de Mineros de Guayana en donde logró ser campeón en las categorías sub-17 y sub-20, en 2011 también pasa por el Caracas FC.
En 2011 va a USA a jugar con el Dallas Texans Soccer Club (filial del Manchester United) perteneciente a la US Youth Soccer League, en 2012 regresa a Venezuela a jugar nuevamente con Mineros de Guayana siendo el capitán de su equipo filial. En 2014 va a jugar con Tucanes de Amazonas y en 2015 con Diamantes de Guayana en donde portaba la cinta de capitán.
A mediados de 2015 pasó a jugar en la Asociación Deportivo Guanacasteca de la Segunda División de Costa Rica en donde fueron subcampeones del Clausura 2015 perdiendo la final contra AS Puma 3-2 en el global.  Durante su estadía en el cuadro Guanesteco disputó 35 compromisos siendo titular en 32 de ellos y anotando 1 gol. 
Desde la Temporada 2016 forma parte del Puntarenas FC equipo de la división de plata del fútbol costarricense.En el primer torneo con los chuchequero jugó 13 de los 15 partidos del semestre, siendo de los más regulares en su equipo, también convirtió un tanto.
Terminando con Puntarenas FC llegó a la costa de Guanacaste, provincia de Costa Rica, a jugar con el Tsunami Azul de Santa Rosa. Además de funcionar como jugador, es gerente deportivo y técnico de las ligas menores del equipo.
Actualmente finalizó la temporada con Tsunami Azul perdiendo en semifinales el ascenso a segunda división contra el equipo puntarenense Cambute F.C.

## Clubes
| Club                 | País           | Año       |
| -------------------- | -------------- | --------- |
| Mineros de Guayana   | Venezuela      | 2009-2011 |
| Dallas Texan SC      | Estados Unidos | 2011-2012 |
| Manchester United    | Inglaterra     | 2011-2012 |
| Mineros de Guayana   | Venezuela      | 2013-2014 |
| Tucanes FC           | Venezuela      | 2014      |
| Diamantes de Guayana | Venezuela      | 2015      |
| AD Guanasteca        | Costa Rica     | 2015-2016 |
| Puntarenas FC        | Costa Rica     | 2018-2019 |
| LALA Fútbol Club     | Ecuador        | 2020-2021 |
| AD Santa Rosa        | Costa Rica     | 2021-     |